# Jon Bluming
Johannes Cornelius «Jon» Bluming (Ámsterdam, 6 de febrero de 1933-De Bilt, 17 de diciembre de 2018) fue un artista marcial y actor neerlandés, famoso por sus logros en las artes del judo y el karate de estilo Kyokushin. Fue dos veces entrenador de los equipos nacionales de Bélgica y los Países Bajos, y tuvo bajo su tutela a otros prestigiosos nombres como Willem Ruska, Chris Dolman y Semmy Schilt.
Junto con Donn F. Draeger y Robert W. Smith, fue considerado uno de los tres artistas marciales occidentales más influyentes de la época moderna.

## Biografía
Nacido en Ámsterdam y dotado de una infancia difícil debido a la Segunda Guerra Mundial, Jon empezó practicando boxeo a la edad de 13, y tan sólo tres años después, se alistó en los marines y fue aceptado en los cuarteles de Doorn en julio de 1949. Al empezar la guerra de Corea en 1950, Bluming se presentó como voluntario y fue enviado con el regimiento van Heutsz. Jon recibió varias condecoraciones al valor y fue herido dos veces, teniendo que ser desplazado a Tokio en una de ellas. Fue allí donde Bluming tuvo por primera vez contacto con las artes marciales orientales, algo que le había interesado desde su infancia gracias sobre todo al personaje de cómic Dick Bos, un detective privado que utilizaba jujutsu como estilo de lucha. Bluming asistió a una exhibición de judo realizada por Kyuzo Mifune en la escuela Kodokan, y decidió practicar este arte después de su vuelta a Holanda. También entrenó con un maestro coreano llamado Park en una disciplina desconocida, posiblemente taekkyon.
Entrenando bajo Eddy Roosterman y el equipo de G. F. M. Schutte, Bluming ganó el cinturón negro en tres años, y fue nombrado poco después capitán del equipo neerlandés de judo, el cual ganó los campeonatos de Europa en Bellevue en 1957. Inmediatamente después recibiría el tercer dan de Tokio Hirano al vencer a setenta y cinco judokas en veintiséis minutos con un dedo del pie roto. Después de ganar algunos torneos, Bluming se desplazó a Canadá, más tarde a Estados Unidos, y finalmente a Japón para seguir aprendiendo judo, iniciándose también en el karate: primero aprendió en la escuela Shotokan, pero encontrándola demasiado débil para su gusto, se trasladó a la Kyokushin. En 1959, se convirtió en aprendiz de Donn Draeger y pasó a formar parte de su clase, de la que se decía que formaban parte los veinticinco mejores judocas de Japón; Bluming escaló hasta el tercer puesto, venciendo por estrangulación a Akio Kaminaga y por uchi mata makikomi a su amigo Isao Inokuma, y recibió el cuarto dan. Junto a todo ello, Bluming y Draeger también entrenaron en bojutsu, iaijutsu y kendo con la policía de Tokio bajo los maestros Takaji Shimizu y Ichitaro Kuroda a fin de entender mejor el espíritu de lucha japonés. Durante su período con ellos, Bluming protagonizó un episodio en el que él y su compañero Bill Backhust redujeron por ellos mismos a un grupo de criminales antes de que llegaran las fuerzas del orden. En todo este tiempo, Jon realizó un duro entrenamiento para subir de peso y se convirtió en peso pesado al ascender desde sus naturales 79kg hasta 102kg. Esto se saldó con un nivel todavía mayor: el mismo año sustituyó a Inokuma en un gonin gake (un desafío de judo de uno contra cinco de 3.º dan o superior) y ganó en el asombroso récord de 4 segundos. Su éxito en karate sería similar, logrando ya el segundo dan en 1961 y siendo uno de los primeros en introducir el Kyokushin en Europa.
Siempre una persona polémica, Bluming fue famoso por su enemistad con el campeón de judo Anton Geesink. Éste había empezado en 1961 criticando a Bluming en la prensa, a lo que Jon le respondió retándole a una lucha, pero Geesink nunca respondió. Enfurecido, Bluming le desafió seis veces más, tildándole de cobarde y de indigno de sus logros y proclamando que «iba a doblarle por la mitad como una silla plegable», pero Anton nunca aceptó combatir. Para más inri, a Bluming no se le permitía participar en el mismo campeonato que Geesink debido a su entonces rol como entrenador de la NAJA y a otros asuntos. Jon realizó en su lugar un desafío a 80 cinturones negros ante la prensa a fin de demostrar que merecía la oportunidad, derribando a cada uno de ellos cuestión de segundos, pero fue inútil. Poco después, cuando Anton logró la victoria en el campeonato de París, Bluming se sintió tan frustrado que abandonó la competición activa y se dedicó enteramente a trabarj como entrenador.
Como curiosidad, Jon tuvo que ser amonestado personalmente por el director de Kodokan Risei Kano (hijo de Jigoro Kano) por conducta impropia en 1960, después de que Bluming fingiera ser un cinturón blanco y se dejara proyectar por toda una clase de novatos para entonces retar al instructor del dojo y humillarle a conciencia.
Jon poseía una relación muy estrecha con Masutatsu Oyama, al que definió como su mejor maestro junto con Draeger. El 15 de enero de 1965, Bluming se convirtió en el primer no japonés en ser premiado con el sexto dan en karate de parte de Oyama, algo que el resto de la comunidad de karatekas vio como un insulto. A ello, Oyama respondió abriendo un desafío en una revista, retándoles a todos a luchar con Bluming sin reglas y en un ring de boxeo, y prometiendo que si alguno de ellos podía vencerle, él mismo despojaría a Bluming de su dan, pagaría $100{[esd}}000 al ganador y se retiraría del karate. El único retador sería el campeón coreano Kwan Mo Gun, pero Bluming le derrotó fácilmente noqueándole con un shotei, al igual que hicieron el entrenador Kenji Kurosaki y el aprendiz Jon Kallenbach, que también estaban en el dojo. De este modo, Bluming conservó su rango y Oyama su puesto. Bluming se mantuvo como segundo al mando de Mas el resto de su carrera, aunque se volvería extremadamente crítico con sus políticas en sus últimos años, y esto ocasionó su salida de Kyokushinkai, organización de cuya delegación europea había sido director hasta 1970. Cansado de sus políticas, Bluming fundó diez años después su propio sistema, Kyokushin Budokai, un predecesor de la idea de las artes marciales mixtas. Esto había sido originalmente una idea que había propuesto a Oyama, pero el concepto no caló en el maestro, aunque sí en otros, lo que llevó a la fundación de escuelas como Ashihara Karate y Daido-Juku Kudo.

## Filmografía

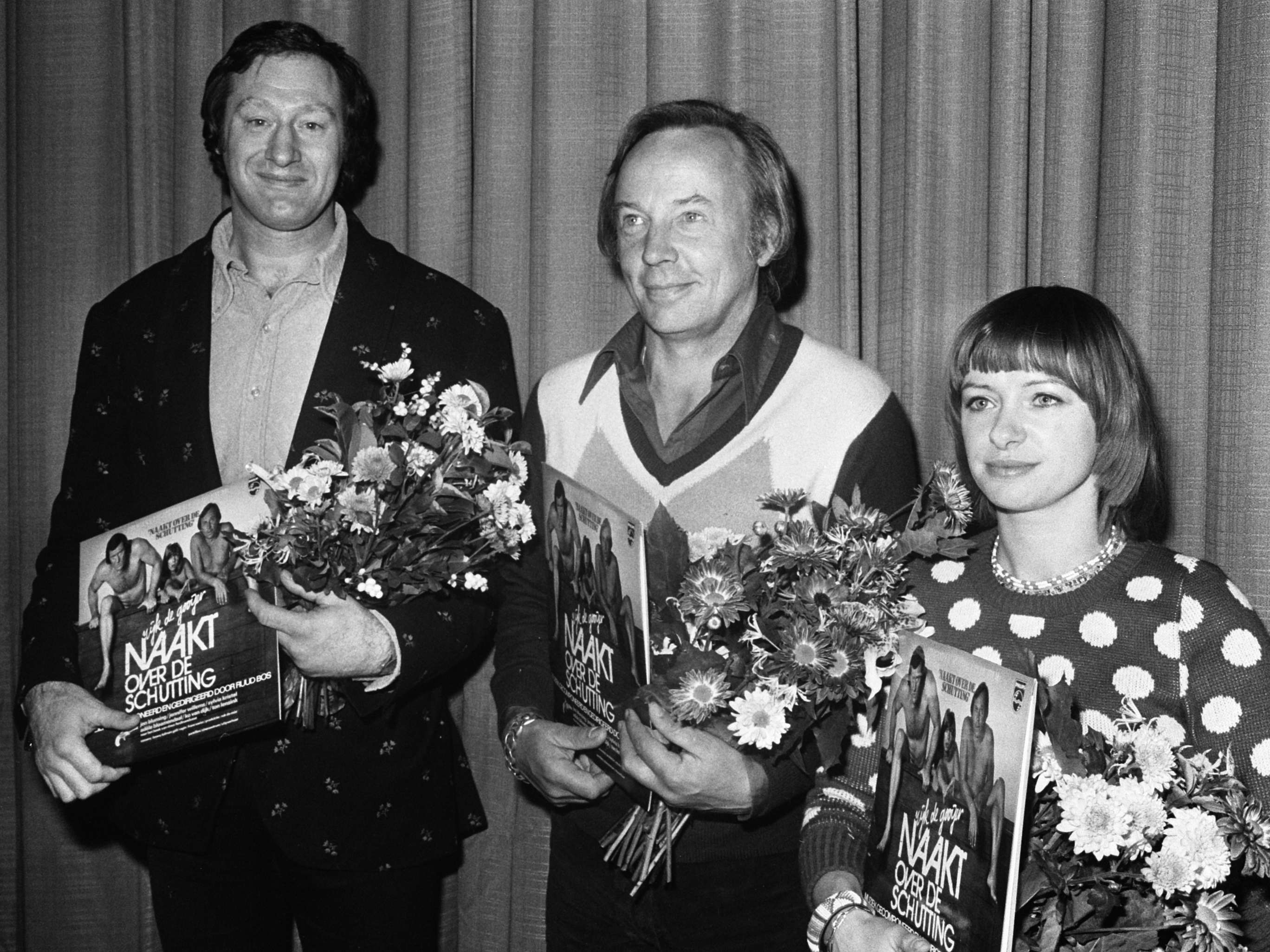
Jon Bluming (a la izquierda) en el estreno de Naakt over de schutting.

| Título                                                | Papel                      | Año  |
| Modesty Blaise                                        | Hans                       | 1966 |
| De worstelaar                                         |                            | 1970 |
| De inbreker                                           | De Bonk                    | 1972 |
| Turks fruit                                           |                            | 1973 |
| Naakt over de schutting                               | Ed Swaan                   | 1973 |
| De 5 van de 4 daagse                                  | Cornelis Hoeding           | 1974 |
| Zwaarmoedige verhalen voor bij de centrale verwarming | Jon                        | 1975 |
| Hoge hakken, echte liefde                             | Molkenboer                 | 1981 |
| De boezemvriend                                       | Cliente de la taberna      | 1982 |
| Moord in extase                                       | Hombre en el cementerio    | 1984 |
| De iJssalon                                           | Partesano                  | 1985 |
| Field of Honor                                        | Sargento                   | 1986 |
| De ratelrat                                           | Conductor borracho         | 1987 |
| Vicente et moi                                        | Guardaespaldas de Hirodake | 1990 |